# Ewakuacja (album)
Ewakuacja, zapisywane graficznie również jako EWAkuacja – trzeci polskojęzyczny album wokalistki Ewy Farnej, wydany 5 listopada 2010 nakładem wytwórni Magic Records. Zawiera w części polskie przekłady piosenek z poprzedniej, czeskiej płyty zatytułowanej Virtuální. Trzy polskie, premierowe utwory to Nie jesteś wyspą, Wyrwij się oraz Nie przegap.
Płyta – poza głównymi utworami – zawiera także wcześniej wydany singel z polskiej ścieżki dźwiękowej do filmu Camp Rock 2: Wielki finał Nie zmieniajmy nic, zaśpiewany w duecie z Jakubem Molędą oraz utwór Beautiful Day nawiązujący do trwającego w 2010 Roku Chopinowskiego. Album dotarł do 7. miejsca listy OLiS w Polsce.
Według informacji opublikowanych na oficjalnej stronie internetowej piosenkarki album uzyskał status złotej płyty w niespełna dwa tygodnie od premiery sprzedając się w nakładzie 15 000 egzemplarzy.
Album był promowany piosenką pt. „Ewakuacja”. Kompozycja dotarła do 1. miejsca notowania Polish Airplay Chart. Teledysk do utworu uplasował się również na 1. miejscu notowania Polish Video Charts i znajdował się tam przez kilka notowań z rzędu.
W lutym 2011 roku album otrzymał nagrodę VIVA Comet Awards w kategorii Płyta roku, a pochodząca z niego kompozycja „Ewakuacja” została nagrodzona w kategorii Charts award. 25 maja 2011 album uzyskał status platynowej płyty.

## Lista utworów
1. „Ewakuacja”
2. „Maska”
3. „Bez łez”
4. „Król to ty”
5. „Kto więcej da?”
6. „Nie jesteś wyspą”
7. „Polowanie na motyle”
8. „Uwierzyć”
9. „Zwiodę cię”
10. „Wyrwij się”
11. „Nie przegap”
12. „Deszcz”
13. „Beautiful Day” (muzyka: Fantazja na temat Polonez A-dur op. 40 nr 1 – Fryderyk Chopin)
14. „Nie zmieniajmy nic” (Camp Rock 2: Wielki finał) (z Kubą Molędą)